# 家傳寶鑽
家傳寶鑽（英語：Arkenstone），又稱山之心（Heart of the Mountain），是在J·R·R·托爾金所著小說《哈比人》中所描述的白色寶石，孤山都靈部族矮人歷代傳承的寶物。索林·橡木盾極度重視它，甚至認為它遠勝過孤山內的所有寶藏，「比一整條河的黃金更值錢」。家傳寶鑽的外觀非常獨特，它會吸收並折射各種光源。
雖然家傳寶鑽本身並非邪惡的，但它往往會激起人們的貪婪和慾望。

## 歷史
第三紀元，當由索恩一世領導的矮人部族進入孤山後不久，這顆寶石就被挖出，在工匠的精心打造之下，讓它變成閃閃發光的多面寶石。多年來，它一直是都靈部族矮人國王的家傳寶鑽。後來，惡龍史矛革襲擊了孤山矮人王國，家傳寶鑽來不及被帶走，遺落在孤山深處的大廳內。
許多年後，索林·橡木盾與比爾博·巴金斯等人進行收復孤山的遠征，作為飛賊的比爾博在孤山大廳內發現家傳寶鑽，但他瞞著索林私下取走了家傳寶鑽。當其他矮人同伴在整理寶藏時，索林只顧著尋找家傳寶鑽的蹤影，然而他不知道比爾博把它藏在枕頭里。當矮人們拒絕向精靈國王瑟蘭督伊與射殺惡龍的巴德等人分享孤山寶藏之時，想避免戰爭發生的比爾博私底下將家傳寶鑽交給瑟蘭督伊與巴德，以當作談判的籌碼。然而這場爭端被來自迷霧山脈的半獸人大軍所打斷，五軍之戰爆發、索林戰死。在葬禮上，巴德將家傳寶鑽放在索林遺體的胸前，從此它便被深葬於孤山之中。

## 其他推測
有一些書迷推測家傳寶鑽就是第一紀元費諾打造的精靈寶鑽之一，但這種說法並沒有明確的證據。

## 改編
在彼得·傑克森執導的《哈比人》系列電影中，家傳寶鑽又稱作「王之珍寶」（king's jewel），是一顆橢圓形造型的寶石，在史矛革攻擊孤山之前，它是孤山矮人國王權力的象徵，被鑲在索爾國王寶座的上方。系列第二集《哈比人：荒谷惡龍》中更明確顯露索林等人遠征孤山就是為了取回家傳寶鑽，以讓七大矮人部族團結一致來對抗史矛革。在第三集《哈比人：五軍之戰》，索林在尋找家傳寶鑽時陷入了「惡龍瘋病」中而無法自拔。